# Going Bye-Bye!
Going Bye-Bye! is een korte film van Laurel en Hardy uit 1934.

## Verhaal
Stan en Ollie getuigen in de rechtszaal tegen Butch Long, die behoorlijk kwaad wordt als Stan aan de rechter vraagt of Butch niet beter kan worden opgehangen. Butch zweert wraak en Stan en Ollie besluiten de stad te verlaten. Om kosten te besparen adverteren ze voor een medepassagier, die Butch's vriendin blijkt te zijn. Butch weet te ontsnappen uit de gevangenis en schuilt bij zijn vriendin in een hutkoffer waarvan het slot kapot is. Stan en Ollie komen daar ook aan en nadat Butch zichzelf uit de koffer heeft geworsteld neemt hij wraak door de benen om hun nek te draaien.

## Rolverdeling
| Acteur          | Personage                |
| --------------- | ------------------------ |
| Stan Laurel     | Mr. Laurel               |
| Oliver Hardy    | Mr. Hardy                |
| Walter Long     | Butch                    |
| Mae Busch       | Mary, Butch's Girlfriend |
| Harry Dunkinson | Judge                    |
| Sam Lufkin      | Man with Warning         |